# أحمد محمد عبد الله مانع
أحمد محمد عبد الله مانع (1950 - ) ضابط عسكري يمني ولد في قرية الجموح ذمار ، تولى العديد من المناصب العسكرية وشارك في اجلاء القوات الملكية التي فرضت حصار السبعين عام 1387هـ/ 1967م، كما شارك في حرب 1994 الأهلية في اليمنم.

## حياته وأدواره
التحق بالكلية الحربية، وحصل منها على بكالوريوس في العلوم العسكرية سنة 1395هـ/1975م، وأكمل دراسته الثانوية في مدرسة (الكويت) عام 1402هـ/1982م، ثم التحق بكلية الشريعة والقانون بجامعة صنعاء، وفي عام 1410هـ/ 1990م حصل على درجة الماجستير في العلوم العسكرية من كلية القيادة والأركان بجامعة (مؤتة) في الأردن.
التحق بدورات عسكرية عديدة، منها:
- دورة (إشارة) في مدرسة الإشارة عام 1386هـ/ 1966م.
- دورة مشاة في إيران سنة 1395هـ/1975م.
- دورة خاصة في المملكة العربية السعودية سنة 1397هـ/1977م.
- دورة دبلوم في اللغة الإنجليزية مع دورة تأسيسية ومتقدّمة في أمريكا عام 1401هـ/1981م.
- دورة قادة ألوية مشاة مدعم في مدينة تعز عام 1407هـ/1987م.
- دورة في الكمبيوتر عام 1422هـ/ 2001م.
- دورة عسكرية في جامعة الدفاع الوطني الإستراتيجية الأمريكية في واشنطن عام 1424هـ/ 2003م.

## مناصب وادوار
- قائدًا لكتيبة مشاة في قوات المجد عامي 1396هـ/ 1976م و 1397هـ/1977م
- ثم قائد سرايا في كلية الدفاع والطيران حتى عام 1407هـ/1987م.
- ثم مساعد مدير عام الرقابة والتفتيش حتى عام 1411هـ/1991م.
- ثم رئيس أركان اللواء الخامس مدرع في الفرقة الأولى مدرع حتى عام 1414هـ/1994م.
- ثم رئيس شعبة تدريب الفرقة الأولى مدرع.
- لما شُكّلت المنطقة العسكرية الشمالية الغربية أُضيف إلى عمله رئاسة شعبة تدريب المنطقة.
- ثم صدر قرار جمهوري بتشكيل قوة حفظ السلام وتعيين قائدًا لها عام 1422هـ/2001م.